# Колшино
Колшино — посёлок в Истринском районе Московской области России, входит в состав сельского поселения Новопетровское. Население — 9 чел. (2010).
Колшино — посёлок при доме отдыха и детском лагере, расположен среди лесов, у правого берега реки Разварни, в 33 км западнее Истры, высота над уровнем моря 243 м. Ближайшие населённые пункты — Гребеньки и Гомово.

## Население
| 2002 | 2006 | 2010 |
| ---- | ---- | ---- |
| 2    | ↘1   | ↗9   |